# Kreuzerhöhungskirche (Lubiechnia Mała)

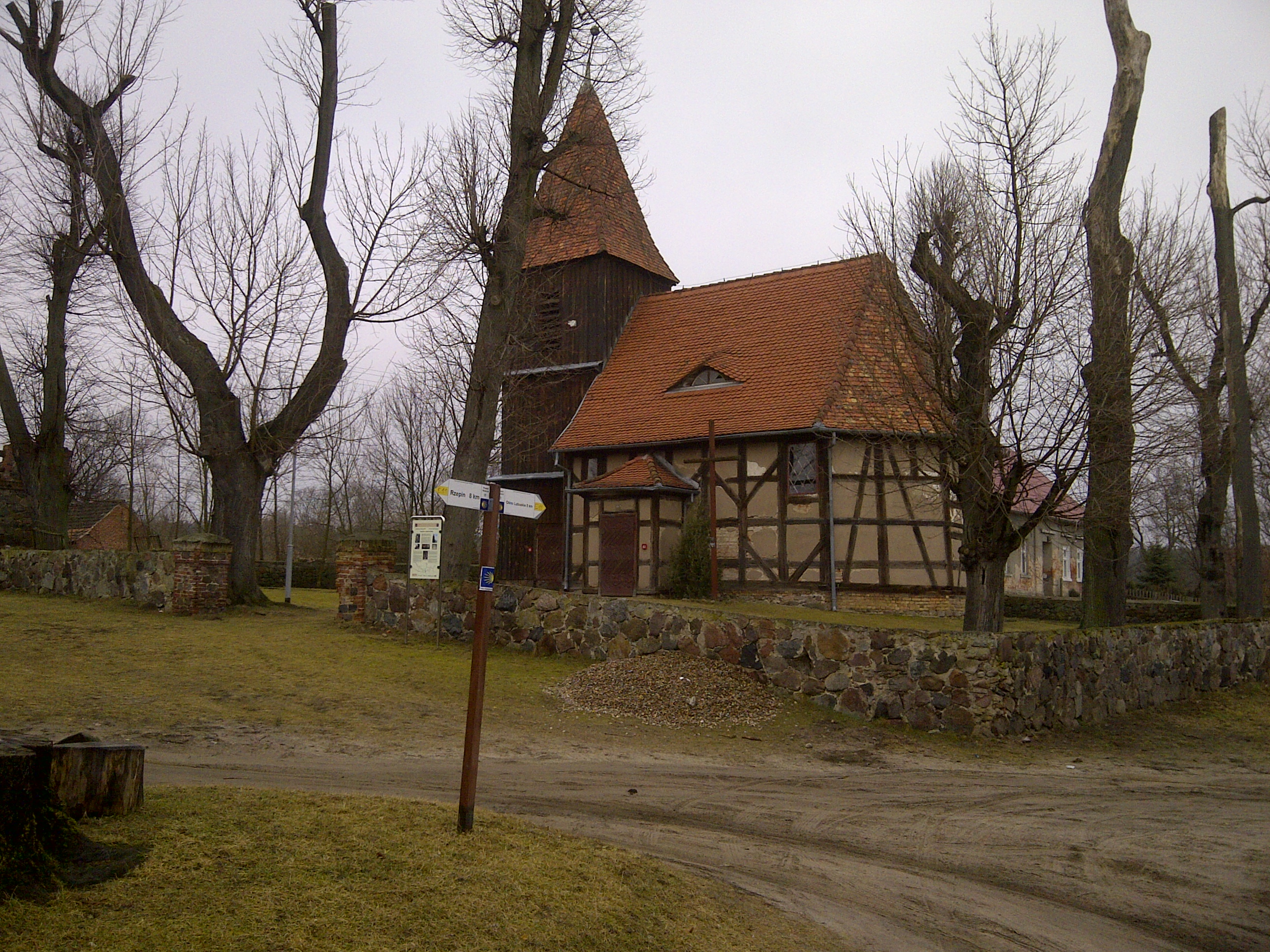
Kreuzerhöhungskirche in Klein Lübbichow

Die Kreuzerhöhungskirche (polnisch Kościół Podwyższenia Krzyża Świętego) in Lubiechnia Mała (Klein Lübbichow) gilt als eines der wertvollsten Baudenkmäler in der polnisch-deutschen Grenzregion der Neumark. Die Kirche trägt das Patrozinium Kreuzerhöhung.

## Geschichte
Die 1669 anstelle eines Vorgängerbaus errichtete Kirche gehörte zum Kirchenkreis Sternberg II in der Kirchenprovinz Mark Brandenburg. Nach der Flucht und Vertreibung der Deutschen wurde sie 1947 römisch-katholisch. Die barocke Holzbalkendecke ist 1818 teilweise erneuert worden, das Kirchengestühl ist 1913 erneuert worden. Die denkmalgeschützte Kirche war bis 2021 akut substanzgefährdet und wurde von der Deutsch-Polnischen Stiftung Kulturpflege und Denkmalschutz 2021 bis 2022 saniert.

## Bauwerk
Das Kirchenschiff erhebt sich auf einem gedrungenen Rechteck. Der geostete Chor besitzt einen dreiseitigen Schluss. Die Fassaden weisen eine klare Skelettstruktur auf, die aus Pfosten, drei Reihen von Riegeln, Schwelle und Rähm besteht. Die Struktur wird auf der Süd-, und Nordseite durch zwei Stockwerke und auf der Westseite und im Chorbereich durch lange Ständer, die von der Schwelle bis zur Traufe verlaufen, und durch kurze Streben versteift. Die ältesten Gefachefüllungen bestehen aus einem Lehm-Stroh-Gemisch. Spätere Gefachreparaturen sind mit gemauertem Ziegel vorgenommen worden. Die Kirche ist mit einem Satteldach gedeckt, das über dem Chor abgewalmt ist. Der an der Westseite angebaute Kirchturm erhebt sich in drei hölzernen Stockwerken auf einem Steinsockel. Der Kirchenraum hat ein Fenster auf der Südseite, ein Chorfenster und zwei Fenster auf der Nordseite in jeweils rechteckiger Form und noch historischer Rautenverglasung.
Als eines von wenigen Gebäuden wurden im Inneren nach dem Zweiten Weltkrieg keine wesentlichen Änderungen vorgenommen. Schiff und Chor sind nicht voneinander getrennt, der Chor schließt in selbiger Breite an. Die Ausstattung stammt mehrheitlich aus dem 17. Jahrhundert. Von der ursprünglich wohl dreiseitigen Empore sind die auf drei Stützen ruhende Westempore und die Südempore erhalten, wobei die Brüstung mit Bibelsprüchen in aufgemalten Kartuschen geschmückt ist.